# Cmentarz ofiar narodowości żydowskiej w Augustowie
Cmentarz ofiar narodowości żydowskiej w Augustowie – cmentarz w Augustowie z czasów II wojny światowej, na którym spoczywają szczątki kilkudziesięciu osób narodowości żydowskiej.
Cmentarz znajdował się przy getcie istniejącym w Augustowie w latach 1941–1942. Położony jest na osiedlu Limanowskiego na działce przy ul. Waryńskiego, naprzeciw ul. Jaćwieskiej, wśród zabudowy jednorodzinnej. Cmentarz porośnięty jest trawą i ogrodzony metalowym płotem z siatki. W centrum cmentarza znajduje się betonowa macewa z napisem: „Cmentarz żydowski”. Tożsamość pochowanych osób jest nieznana.
W maju 2015 na cmentarzu zostały umieszczone zabytkowe macewy odnalezione podczas remontu schodów na posesjach przy ulicy Kasztanowej, które prawdopodobnie pochodziły z nowego cmentarza żydowskiego.